# Hrabia Egmont

Hrabia Egmont (ang. Earl of Egmont) - tytuł parowski kreowany w 1733 r. w parostwie Irlandii.
Dodatkowe tytuły to:
- wicehrabia Perceval (kreowany w 1722 r. w parostwie Irlandii)
- baron Perceval (kreowany w 1715 r. w parostwie Irlandii)
- baron Lovel i Holland (kreowany w 1762 r. w parostwie Wielkiej Brytanii)
- baron Arden (kreowany w 1770 r. w parostwie Irlandii, w posiadaniu hrabiów Egmont od 1841 r.)
- baron Arden (kreowany w 1802 r. w parostwie Zjednoczonego Królestwa, w posiadaniu hrabiów Egmont od 1841 r.)

Baroneci Perceval of Kanturk 1. kreacji
- 1661–1665: John Perceval (1. baronet Perceval of Kanturk)
- 1665–1680: Philip Perceval
- 1680–1686: John Perceval (3. baronet baronet Perceval of Kanturk)
- 1686–1691: Edward Perceval
- 1691–1748: John Perceval, 5. baronet

Hrabiowie Perceval 1. kreacji (parostwo Irlandii)
- 1733–1748: John Perceval (1. hrabia Egmont)
- 1748–1770: John Perceval, 2. hrabia Egmont
- 1770–1822: John James Perceval, 3. hrabia Egmont
- 1822–1835: John Perceval (4. hrabia Egmont)
- 1835–1841: Henry Frederick Joseph James Perceval, 5. hrabia Egmont
- 1841–1874: George James Perceval, 6. hrabia Egmont
- 1874–1897: Charles George Perceval, 7. hrabia Egmont
- 1897–1910: Augustus Arthur Perceval, 8. hrabia Egmont
- 1910–1929: Charles John Perceval, 9. hrabia Egmont
- 1929–1932: Frederick Joseph Trevelyan Perceval, 10. hrabia Egmont
- 1932–2001: Frederick George Moore Perceval, 11. hrabia Egmont
- 2001 -: Thomas Frederick Gerald Perceval, 12. hrabia Egmont

Baronowie Arden 1. kreacji (parostwo Irlandii)
- 1770–1784: Catherine Perceval
- 1784–1840: Charles George Perceval, 2. baron Arden, kreowany baronem Arden w parostwie Zjednoczonego Królestwa
- 1840–1874: George James Perceval, 6. hrabia Egmont i 3. baron Arden